# Dorg Van Dango
Dorg Van Dango es una serie de televisión animada irlandesa-canadiense que se emitió por primera vez en RTÉ en Irlanda el 3 de marzo de 2020 y en Family Channel en Canadá el 1 de agosto de 2020. La serie está creada por Fabian Erlinghäuser y Nora Twomey y está producida por Cartoon Saloon y WildBrain Studios, y está realizado en asociación con Family Channel y RTÉ

## Argumento
La serie sigue las aventuras de Dorg, un niño normal que vive en una ciudad muy normal llamada Normill, es decir, hasta que conoce a unos seres extraordinarios; Jet Lazor un unicornio mágico, Patronella la bruja antigua, RD el extraterrestre curioso y Yooki un fantasma espeluznante. Todos escaparon del Área 52 y necesitan desesperadamente ayuda y refugio. Para que se mezclen con los ciudadanos de Normill, Dorg los disfraza de adolescentes y los esconde en el sótano del centro comercial local, con sus nuevos mejores amigos tratando de ayudarlo a superar los desafíos de la vida, el mundo de Dorg se volvió mucho menos normal y mucho más divertido!

## Personajes

### Personajes principales
- Dorg (Chance Hurstfield) - Un niño de 13 años, (que actualmente tendría 17 años) que a menudo sirve como la voz de la razón cuando surgen problemas entre los mágicos.
- Jet Lazor (Deven Mack) - Un unicornio súper genial que es el último de su especie, es bastante presumido y, a menudo, parece egocéntrico. Pero que en la hora de actuar deja sus diferencias de lado y se dispone a ayudar

Dato curioso
Es primer personaje que se pone celoso y se le ve comiendo 
- Patronella (Tabitha St. Germain) - Una bruja que hablaentrecortado con acento extranjero, su forma de resolver problemas implica el uso de hechizos mágicos.
- RD (Andrew McNee) - Un extraterrestre con forma de gota, Es capaz de cambiar de forma, así como de almacenar grandes cantidades de objetos dentro de su cuerpo, es algo descuidado y también tiene bastante apetito.
- Yooki (Kazumi Evans) - Un fantasma que aunque al principio parece educada y alegre, rápidamente puede volverse muy aterradora.

### Personajes secundarios
- Mr. Munch (Michael Dobson) - El guardia de seguridad del centro comercial.
- Fretta (Briana Buckmaster) - La madre de Dorg y propietaria de una tienda de 98 centavos en el centro comercial.
- Voulez (Gracyn Shinyei) - La hermana pequeña de Dorg.
- Listo (Ian Hanlin) - A mean kid who works at the comic book shop and bullies Dorg.

## Episodios
| N.º | Título | Fecha de estreno original | Fecha de estreno Latinoamérica | Cod. Prod. |
| --- | --- | ------------------------- | ------------------------------ | ---------- |
| 1 | «Dorg quiere nuevos anteojos / Dorg combate el crimen» «Dorg Gets New Glasses / Dorg Fights Crime»          | 1 de agosto de 2020       | 5 de septiembre de 2020        | 101        |
| Patronella y los chicos tratan de arreglar los lentes de Dorg para que no pierda una apuesta. / Cuando Dorg sospecha que hay un ladrón en el centro comercial, los chicos están decididos a hacer justicia.                                                      | |                           |                                |            |
| 2 | «Dorg y el pepinillo / Dorg consigue un trabajo» «Dorg's in a Pickle / Dorg Gets a Job»                     | 8 de agosto de 2020       | 19 de septiembre de 2020       | 103        |
| Cuando los chicos usan sus poderes para sacar el último pepinillo de Normill de un frasco antiguo, terminan persiguiendo a un pepinillo gigante fugitivo por todo el pueblo. / Dorg consigue un trabajo reuniendo carritos de compra.                            | |                           |                                |            |
| 3 | «La nueva mamá de Dorg / Dorg odia las aceitunas» «Dorg's New Mom / Dorg Hates Olives»                      | 15 de agosto de 2020      | 3 de octubre de 2020           | 105        |
| Los chicos necesitan un acompañante adulto para ver la nueva película de Johnny Puño, así que Yooki posee a la mamá de Dorg./Dorg necesita la ayuda de los Mágicos para comer la desagradable Sorpresa de Aceitunas de su madre.                                 | |                           |                                |            |
| 4 | «Dorg regresa / Dorg y el último Cenamán» «Dorg Rewinds / Dorg and the Last Supperman»                      | 22 de agosto de 2020      | 17 de octubre de 2020          | 107        |
| Cuando Dorg se pierde un viaje escolar, los Mágicos crean una poción que le permitirá comenzar su día de nuevo. / El último número de la revista favorita de Dorg está por salir a la calle.                                                                     | |                           |                                |            |
| 5 | «Dorg quiere dulces / Dorg y la muñeca tenebrosa» «Dorg Wants Candy / Dorg and the Scary Doll»              | 29 de agosto de 2020      | 31 de octubre de 2020          | 109        |
| Poseída por un diente dulce maligno, Yooki comienza a robarle dulces a todos los niños de la ciudad. / Cuando Dorg, sin decirle a nadie, dona la aterradora muñeca de su hermana a la caridad y ella se molesta.                                                 | |                           |                                |            |
| 6 | «Dorg tiene un grano / Dorg el Dorgnífico» «Dorg Gets a Pimple / Dorg the Dorgnifice»                       | 31 de agosto de 2020      | 14 de noviembre de 2020        | 111        |
| Desesperado por una buena foto de anuario, Dorg le pide a Patronella que le quite un grano del mentón con magia, queda fascinado cuando el grano desaparece, hasta que el resto de su cara desaparece también.                                                   | |                           |                                |            |
| 7 | «Dorg y la gran brisa / Dorg escribe un ensayo» «Dorg and the Coolnado / Dorg Writes a Paper»               | 1 de septiembre de 2020   | 12 de septiembre de 2020       | 102        |
| Jet cree que está perdiendo su factor genial, así que lanza un hechizo y se convierte en un villano frío como el hielo. / La pandilla revive al fundador de la ciudad, Bertram Bumberback, para ayudar a Dorg a escribir un ensayo.                              | |                           |                                |            |
| 8 | «Dorg no sabe actuar / Dorg y el agujero» «Dorg Can't Act / Dorg and the Black Hole»                        | 3 de septiembre de 2020   | 26 de septiembre de 2020       | 104        |
| Cuando Dorg tiene pánico escénico, Yooki usa sus poderes en secreto para ayudarle a conseguir el papel. / Cuando RD produce un agujero negro para la feria de ciencias de Dorg y se hace muy grande para controlarlo.                                            | |                           |                                |            |
| 9 | «Dorg y la carrera de ponys / Dorg y la normole» «Dorg and the Pony Prance / Dorg and the Normole»          | 5 de septiembre de 2020   | 10 de octubre de 2020          | 106        |
| Cuando Dorg y su hermana compiten frente a frente y un hechizo sale mal, él debe elegir: ganar un trofeo o salvarla a ella. / RD acúa como la mascota del pueblo a cambio del legendario Pase del centro comercial.                                              | |                           |                                |            |
| 10 | «Dorg quiere quedarse / Dorg está a cargo» «Dorg Wants to Stay / Dorg's in Charge»                          | 7 de septiembre de 2020   | 21 de noviembre de 2020        | 112        |
| Los chicos necesitarán usar sus poderes para evitar que la familia se mude. / Cuando Dorg queda a cargo de Voulez y sus amigos, ven a Jet sin disfraz y harán lo que sea para atrapar a un unicornio de verdad.                                                  | |                           |                                |            |
| 11 | «La gran cita de Dorg / Dorg en el ring» «Dorg's Big Date / Dorg in the Ring»                               | 8 de septiembre de 2020   | 7 de noviembre de 2020         | 110        |
| Todos creen que el Sr. Drubb le ponga una mala nota a Dorg en la reunión de padres y maestros, así que RD se hace pasar por el profesor. / Cuando el luchador Vikyeti viene a la ciudad, los mágicos tratan de garantizar su derrota.                            | |                           |                                |            |
| 12 | «Dorg y el hada de Navidad / Dorg contra Dorg» «Dorg and the Christmas Fairy / Dorg vs. Dorg»               | 14 de septiembre de 2020  | 21 de diciembre de 2020        | 113        |
| Cuando Patronella la de vida a un adorno del árbol Navidad que odia las fiestas, Dorg y sus amigos deben evitar que el hada arruine la Navidad. / Patronella le da vida al reflejo de Dorg para que haga sus tareas.                                             | |                           |                                |            |
| 13 | «Dorg y el cumpleañero / El regalo perfecto» «Dorg and the Birthday Boy / Dorg Gets The Perfect Gift»       | 19 de septiembre de 2020  | 24 de octubre de 2020          | 108        |
| Jet tiene síntomas raros en su cumpleaños, como granos arco iris, Patronella se da cuenta de que son síntomas del Gran Cambio, se está conviertiendo en arco iris. / En el día de la madre, Dorg le regala a su mamá un abrigo lujoso.                           | |                           |                                |            |
| 14 | «Dorg quiere una risa / Dorg quiere un día libre» «Dorg Wants a Laugh / Dorg Wants a Day Off»               | 1 de marzo de 2021        | 28 de noviembre de 2020        | 114        |
| Patronella lanza un hechizo y ahora nadie puede mirar a Dorg sin reírse. / Cuando los chicos fingen estar enfermos para tener un día libre, Dorg termina en el hospital de verdad, tendrá que escapar y regresar a la escuela.                                   | |                           |                                |            |
| 15 | «Dorg y la flor muy especial / Dorg vende galletas» «Dorg and the Very Special Flower / Dorg Sells Cookies» | 2 de marzo de 2021        | 4 de enero de 2021             | 115        |
| Cansado de cuidar la flor favorita de Fretta, Dorg y los chicos lanzan un hechizo para quitársela de encima. / Dorg quiere ganar el premio por vender más galletas del Club Aventura.                                                                            | |                           |                                |            |
| 16 | «Dorg quiere rebotar / Dorg y la ola de calor» «Dorg Wants to Bounce / Dorg and the Heatwave»               | 3 de marzo de 2021        | 5 de enero de 2021             | 116        |
| Dorg, celoso, roba las Botas Saltarinas de su hermana, solo para que un camión de basura las recoja y se las lleve. / Dorg y los chicos lanzan un hechizo para enfriar las cosas durante una ola de calor.                                                       | |                           |                                |            |
| 17 | «Dorg quiere una varita / Dorg tiene una pesadilla» «Dorg Wants a Wand / Dorg Has A Nightmare»              | 4 de marzo de 2021        | 6 de enero de 2021             | 117        |
| Los chicos arreglan la vieja varita de Patronella, y ella se convierte en Patti Perfecta, y comienza a lanzarle hechizos a todas las imperfecciones del pueblo. / El hombre Piña, un monstruo de las pesadillas de Dorg, lo sigue a todas partes.                | |                           |                                |            |
| 18 | «Dorg va al Club Aventura / Dorg quiere un susto» «Dorg Goes to Adventure Club / Dorg Wants a Scare»        | 5 de marzo de 2021        | 7 de enero de 2021             | 118        |
| Cuando Dorg encoge sin querer la banda de insignias del Club Aventura de su hermana, tiene que reemplazarlas todas. / Dorg quiere un buen susto, así que Patronella llena su casa con los miedos más grandes de la pandilla.                                     | |                           |                                |            |
| 19 | «Dorg el bienhechor / Dorg quiere tocar rock» «Dorg the Good Doer / Dorg Wants to Shred»                    | 8 de marzo de 2021        | 8 de enero de 2021             | 119        |
| Dorg y los chicos salieron a hacer buenas acciones, pero cuando los culpan de una ola de crímenes, tienen que atrapar a un ladrón de verdad antes de que sea demasiado tarde. / Después de formar una banda, Yooki une el espíritu de un rockero a una guitarra. | |                           |                                |            |
| 20 | «Dorg ama los tacos / Dorg contra los drones» «Dorg Loves Tacos / Dorg vs. The Drones»                      | 9 de marzo de 2021        | 15 de febrero de 2021          | 120        |
| Es martes de tacos y hay escasez de tortillas de tacos en el pueblo, Patronella lanza un hechizo que termina saliendo mal. / Abre una tienda rival llamada Volga Mart delante de la tienda de 98 Centavos.                                                       | |                           |                                |            |
| 21 | «Dorg y el hamster / Dorg no puede dormir» «Dorg and the Hamster / Dorg Wants to Sleep»                     | 10 de marzo de 2021       | 16 de febrero de 2021          | 121        |
| Le toca a Dorg buscar a la mascota de la clase Zippy, pero suceden una serie de errores mágicos que llevan a los chicos y al animal a un caos de cambios de cuerpos. / Dorg no puede dormir.                                                                     | |                           |                                |            |
| 22 | «El fantasma de Dorg / Dorg y el reactor» «Dorg is Ghosted / Dorg and the Meltdown»                         | 11 de marzo de 2021       | 17 de febrero de 2021          | 122        |
| Yooki queda atrapada en una de las trampas de fantastmas del Sr. Munch, y Dorg y los chicos deben rescatarla antes de que salga por televisión y la devuelvan al Área 52. / Un videojuego del planeta de RD infecta a todas las máquinas                         | |                           |                                |            |
| 23 | «Dorg y el germen / Dorg y el revoltoso» «Dorg and the Germ / Dorg the Troublemaker»                        | 12 de marzo de 2021       | 18 de febrero de 2021          | 123        |
| Dorg está enfermo. Los Mágicos deben hacerse microscópicos para ayudarle a luchar contra el resfrío. / El nuevo maestro de arte decide que Dorg es un revoltoso, y los chicos deben hacer de todo para que vuelva a congraciarse con él.                         | |                           |                                |            |
| 24 | «Dorg juega minigolf / Dorg se porta bien» «Dorg plays Minigolf / Dorg's Model Behavior»                    | 15 de marzo de 2021       | 19 de febrero de 2021          | 124        |
| Patronella convierte a Dorg en una pelota gigante de golf por accidente, y los chicos tendrán que hacer un juego perfecto para evitar que achate todo Normill. / Munch comienza a vender perfumes con la foto de Patronella.                                     | |                           |                                |            |
| 25 | «Dorg necesita una vacuna / Dorg busca un atajo» «Dorg Needs a Shot / Dorg Wants a Shortcut»                | 16 de marzo de 2021       | 13 de marzo de 2021            | 125        |
| Dorg piensa que su peor pesadilla son las agujas, pero cuando Fretta y el Sr. Munch tienen algunas citas. / Los mágicos construyen túneles de atajos para que puedan deslizarse directamente a todos los lugares de Normill.                                     | |                           |                                |            |
| 26 | «Dorg y los mágicos» «Dorg and the Magicals»                                                                | 17 de marzo de 2021       | 20 de marzo de 2021            | 126        |
| Mientras los mágicos rastrean una sustancia alienígena para RD, el General Gratch y sus científicos llegan a Normill, también buscando algo mágico y se acaba el tiempo para Dorg y los mágicos, que tienen que huir para que no los capturen.                   | |                           |                                |            |